# Aristide Marre
Pour les articles homonymes, voir Marre (homonymie).
Eugène Aristide Marre, né le 7 mars 1823 à Mamers (Sarthe), mort le 18 février 1918, dans sa 95e année, Villa Mon Repos Suger, Chemin de Villepreux, à Vaucresson (Seine-et-Oise), est un érudit français.

## Biographie
Éditeur scientifique prolifique, spécialiste du malais et du malgache, enseignant à l'École des langues orientales vivantes, membre de la Société asiatique de Paris, ancien élève du collège du Prytanée militaire de la Flèche, Aristide Marre s'est fait remarquer par la traduction du Khélasat al Hisáb ou Essence du calcul de Behâ-eddin Mohammed ben al-Hosaïn al-Aamouli, (rédigé en 1846, publié en 1864) et par celle du Sommaire des opérations arithmétiques (en arabe : تلخيص أعمال الحساب, Talkhīṣ ʿamal al-ḥisāb) d'Ibn al-Banna' al-Marrakushi (1865). Un temps inspecteur primaire en Bretagne,, officier de l'Instruction publique, il a édité de nombreux livres traitant des mathématiques arabes et indiennes mais aussi des poésies et légendes orientales, particulièrement celles de Malaisie où il fait figure de pionnier en compagnie d'Édouard Dulaurier.
Traducteur d'œuvres importantes de la littérature malaise et, en particulier, du Sadjarah Malayou et du Makota Radja Radja, M. Marre étudiait également la langue malgache et pressentit l'importance qu'elle allait prendre. Il demanda l'autorisation  de faire un cours public et gratuit de malgache.  Le ministre ne donna pas suite à sa demande.
Quand il eut succédé à son  professeur et ami, l'abbé Favre, dans la chaire de malais et de javanais de l'École des langues orientales, il adopta pour sa grammaire malgache les procédés d'exposition de la grammaire malaise et javanaise. Ne se limitant pas au seul dialecte hova, on lui doit dans ce domaine quelques découvertes, dont celle de l'interfixe Om. Lors de  l'expédition de 1895, et sur la demande du général Gallieni, il distribua aux officiers du corps expéditionnaire 500 exemplaires de sa grammaire et de son vocabulaire malgaches.
Par ailleurs, c'est grâce à ses efforts qu'ont été redécouverts (en 1870) et publiées (en 1881) les manuscrits, inédits pendant 400 ans, de Nicolas Chuquet. Il insista pour que le nom du mathématicien François Viète, à l'origine de l'algèbre, et ceux de Christian Huygens et de Sophie Germain, soient donnés à des rues de Paris. Entre autres découvertes mathématiques, il exhuma de la bibliothèque nationale, dix-sept lettres, dont quinze demeurées inédites, adressées à Blaise Pascal par René François Walter de Sluse. La fin de sa vie est marquée par une production de dictionnaires et de grammaires malaises. On redécouvre aujourd'hui ses traductions et l'intérêt d'une œuvre multiple, au croisement des mathématiques et de l'Indonésie.
Il était membre de l'Institut royal néerlandais, des académies de Lisbonne, Turin, Messine et Acireale, ainsi que de nombreuses sociétés savantes, et fut président de la section d'Indochine, de Birmanie et de  Malaisie au congrès des orientalistes de Rome, en 1899.

## Œuvres

### Œuvres de jeunesse
- Aristide Marre (soldat au 71e régiment de ligne) : « Trouver la somme de toutes les permutations d'un nombre donné »[PDF] dans les Nouvelles annales de mathématiques (1846)

- Aristide Marre : « Du binôme de Newton antérieurement à Newton » dans les Nouvelles annales de mathématiques (1846)

- Aristide Marre : « Lettre relative à un auteur arabe » dans les Nouvelles annales de mathématiques, journal des candidats aux écoles polytechnique et normale (1846).

- Aristide Marre : « Khélasat al Hisáb ou essence du calcul de Behâ-eddin Mohammed ben al-Hosaïn al-Aamouli » dans les Nouvelles annales de mathématiques, journal des candidats aux écoles polytechnique et normale, Sér. 1, 5 (1846), p. 263-323

- Aristide Marre : « Partie géométrique de l'algèbre de Abou Abdallah Mohammed ben Moussa (al Khowarezmi) » Nouvelles annales de mathématiques, journal des candidats aux écoles polytechnique et normale,  (1846)

- Aristide Marre : « Note sur les deux expressions {\displaystyle {\frac {a}{b}}} et {\displaystyle {\frac {a}{a+b}}} » in Nouvelles annales de mathématiques, journal des candidats aux écoles polytechnique et normale, (1847).

### Publications des œuvres de jeunesse
- Aristide Marre : Notice précédant la traduction du Dr François Woepcke, de l'introduction au calcul ghobârî et hawâ'l (1861)[7] in Introduction au calcul Gobârî et Hawâî : traité d'arithmétique (Texte imprimé) / trad. de l'arabe par François Woepcke et précédé d'une notice de M. Aristide Marre sur un manuscrit possédé par M. Chasles et contenant le texte arabe de ce traité.

- Aristide Marre :  Le Messâhat de Mohammed Ben Moussa al Khârezmi : extrait de son algèbre, traduit et annoté  en 1866.

### Œuvres de la maturité
- « Manière de compter des anciens avec les doigts des mains, d'après un petit poème inédit arabe, de Chems-Eddin el Massoul et le Tratado de Mathematicas de Juan Perez de Moya, imprimé à Alcala de Henares, en 1573 ».  Bull. I. 309-318 de Baldassare Boncompangni (1868)
- Aristide Marre :  Histoire des Rois de Pasey (Hikayat Raja Pasai),  traduction d'Aristide Marre de 1874, présentation et notes par Monique Zaini-Lajoubert), Toulouse, Anacharsis Éditions, 2004, 155 p.

Cette chanson de geste au pays des éléphants conte l'histoire du royaume de Samudra-Pasai, à Sumatra ; rédigés à la fin du XIVe siècle ces récits légendaires tissés de guerres fratricides d'histoires d'amours impossibles, et de la folie de princes aux désirs incestueux.
- Aristide Marre :  Une révolution à Malaka en l'an 1334 de J.C.  (Impr. Bouchard-Hazard 1874 paris)

- Aristide Marre : Grammaire malgache fondée sur les principes de la grammaire javanaise  (1876)

- Aristide Marre :  Lettre inédite du Marquis de l'Hospital. (1879)

- Aristide Marre : Deux nouvelles lettres mathématiques inédites du P. Jaquemet de l'Oratoire, de la maison de Vienne (Dauphiné) (sur les limites des racines d'une équation). (1880)
- Aristide Marre : Bibliographie malaise : ouvrages du capitaine Badings d'Amsterdam (1881)

- Aristide Marre : « Sur huit lettres inédites du P. Claude Jaquemet de l'Oratoire ». (1882) Bull. XV. 679-683 de Baldassare Boncompagni
- Coup d'oeil sur le district montagneux de l'Arakan et sur les tribus sauvages qui l'habitent, suivi d'un vocabulaire comparatif des langues des Tchîns, des Tchandôos et des Kamîs : d'après le major Gwynne Hughes, auteur du livre intitulé : The Hill tracts of Arakan, par Aristide Marre. - Louvain : Peeters-Ruylens, 1883. - 27 p. ; In-8°.

- Aristide Marre : Aperçu philologique sur les affinités de la langue malgache avec le javanais, le malais et les autres principaux idiomes de l'archipel indien... Leyde : E. J. Brill, 1884.-160 p.

- Aristide Marre : Makôta radja-râdja ou la couronne des rois de Bukhārī (of Johore)

- Aristide Marre : « Notice sur la vie et les travaux de François-Joseph Lionnet ». Bull. XVIII de Baldassare Boncompagni 424-440. (1885)

- Aristide Marre : « Théorème du carré de l'hypoténuse ». Bull. XX. 404-406 de Baldassare Boncompagni (1887)
- Aristide Marre : Code des successions et du mariage : texte malais publié transcrit en caractères européens et traduit en français.-  Paris : impr. A. Lanier, 1889. - 2 vol. ; In-8°
- Le Code moral des enfants en 250 quatrains extraits de la Morale de l'enfance : par Morel de Vindé, revus, publiés et augmentés d'un appendice, par Aristide Marre . - Paris : Imprimeries - librairies réunies, 1899. - 1 vol. 80 p
- Sadjarah malayou (l'arbre généalogique malais), ou, Histoire des radjas et sultans malais : depuis les origines jusqu'à la conquête de Malaka : par Alphonse d'Albuquerque en 1511, traduit du malais en français par Aristide Marre / Toun Bembang de Patani. - Vaucresson : chez l'auteur, 1896. - 79 p.

### L'heure malgache
- Aristide Marre : Grammaire malgache: suivie de nombreux exercices(1894)

- Aristide Marre : Vocabulaire français malgache "   Ernest Leroux - Imprimerie Vosgienne. (Bibliothèque franco-malgache) - Paris - Épinal (1895)
- Aristide Marre : Vocabulaire des principales racines malaises et javanaises de la langue malgache. - Paris [France] : Ernest Leroux, 1896. - 57 p.
- Makôta radja-râdja, ou La couronne des rois  par Bokhâri de Djohôre, traduit du malais et annoté par Aristide Marre.-Paris : Editions Maisonneuve frères, 1878
- Aristide Marre :  Coup d'œil sur les chants et les poésies malgaches. (1900) Turin (Italie) : C. Clausen
- Aristide Marre : Madagascar et les Philippines . - Turin [Italie] : C. Clausen, 1900. - 14 p. ; In-8°
- Madagascar au début du xxe siècle, en collaboration avec Raphaël Anatole Émile Blanchard, Marcellin Boule, Clément Delhorbe, Emmanuel Drake del Castillo, Henri Froidevaux, Guillaume Grandidier, Alfred Lacroix, (1902)
- Aristide Marre : Vocabulaire des mots d'origine européenne présentement usités dans la langue malgache (1909)

### Asie du sud-est et Amérique du Sud
- Aristide Marre : Les Galibis tableau véritable de leurs mœurs. (1896)
- Aristide Marre : Glossaire explicatif des mots de provenance malaise et javanaise (1897)
- Aristide Marre : Code malais des successions et du mariage, transcrit en caractères latins (1889)
- Aristide Marre : Sourat Per. Oupama. An Malayou. Le livre des proverbes de Malaisie (1889)
- Malais et Siamois ; de l'esclavage dans la presqu'île malaise au XIXe siècle  par Aristide Marre.- Paris : A. Picard et fils, 1894. - 1 vol. (22 p.) ; In-8°
- Aristide Marre : Proverbes et similitudes des Malais avec leurs correspondants en diverses langues d'Europe et d'Asie (1898)
- Aristide Marre : Proverbes, maximes et conseils traduits du tagalog (langue principale des philippines). - Turin [Italie] : C. Clausen, 1900. - 16 p. ; In-8°.
- Aristide Marre : Des noms de nombre en usage dans Madagascar, aux Philippines, dans la Malaisie et la Polynésie  - Turin [Italie] : C. Clausen, 1899. - 20 p. ; In-8°
- Aristide Marre : Grammaire tagalog (1901)
- Manuel lexique à l'usage des jeunes français-anglomanes.- Versailles : Imprimerie Lebon, 1906. - 42 p. ; in 16°.
- Notice sur les travaux scientifiques et littéraires de M. Aristide Marre : chargé du cours de malais et de javanais à l'Ecole spéciale des langues orientales vivantes de Paris, etc  / Marre, Aristide . - Arras : Impr. de J. Eloy, 1911. - 16 p. ; In-16°.

## Sources